# Horsfieldia sessilifolia
Horsfieldia sessilifolia là một loài thực vật thuộc họ Myristicaceae. Đây là loài đặc hữu của Malaysia.